# Фрес (Німеччина)
Фрес (нім. Vrees) — громада в Німеччині, розташована в землі Нижня Саксонія. Входить до складу району Емсланд. Складова частина об'єднання громад Верльте.
Площа — 37,56 км2. Населення становить 1830 ос. (станом на 31 грудня 2021).